# Wc (유닉스)
wc는 표준 유닉스 명령어 프로그램으로서 각각의 파일에 대한 줄(line), 단어(word), 문자(char), 그리고 바이트(byte) 수를 알려준다.

## 사용법
```
$ 
wc
 
[
옵션
]
...
 
[
파일
]
...

```

### 옵션
-c, --bytes바이트(byte) 수를 알려준다.
-m, --chars문자(char) 수를 알려준다.
-l, --lines줄(line) 수를 알려준다.
-L, --max-line-length가장 긴 줄의 길이를 알려준다.
-w, --words단어(word) 수를 알려준다.
--help도움말을 표시하고 끝낸다.
--version버전 정보를 출력하고 끝낸다.

## wc의 실행 예
```
$ 
wc
 
foo
 
bar

     40     149     947 foo

   2294   16638   97724 bar

   2334   16787   98671 total

```